# Jiaozuo
Jiaozuo (chiń. 焦作; pinyin Jiāozuò) – miasto o statusie prefektury miejskiej we wschodnich Chinach, w prowincji Henan. W 2010 roku liczba mieszkańców miasta wynosiła 547 871. Prefektura miejska w 1999 roku liczyła 3 247 460 mieszkańców.
Polskim miastem partnerskim Jiaozuo jest Lublin.